# Список автомагистралей России

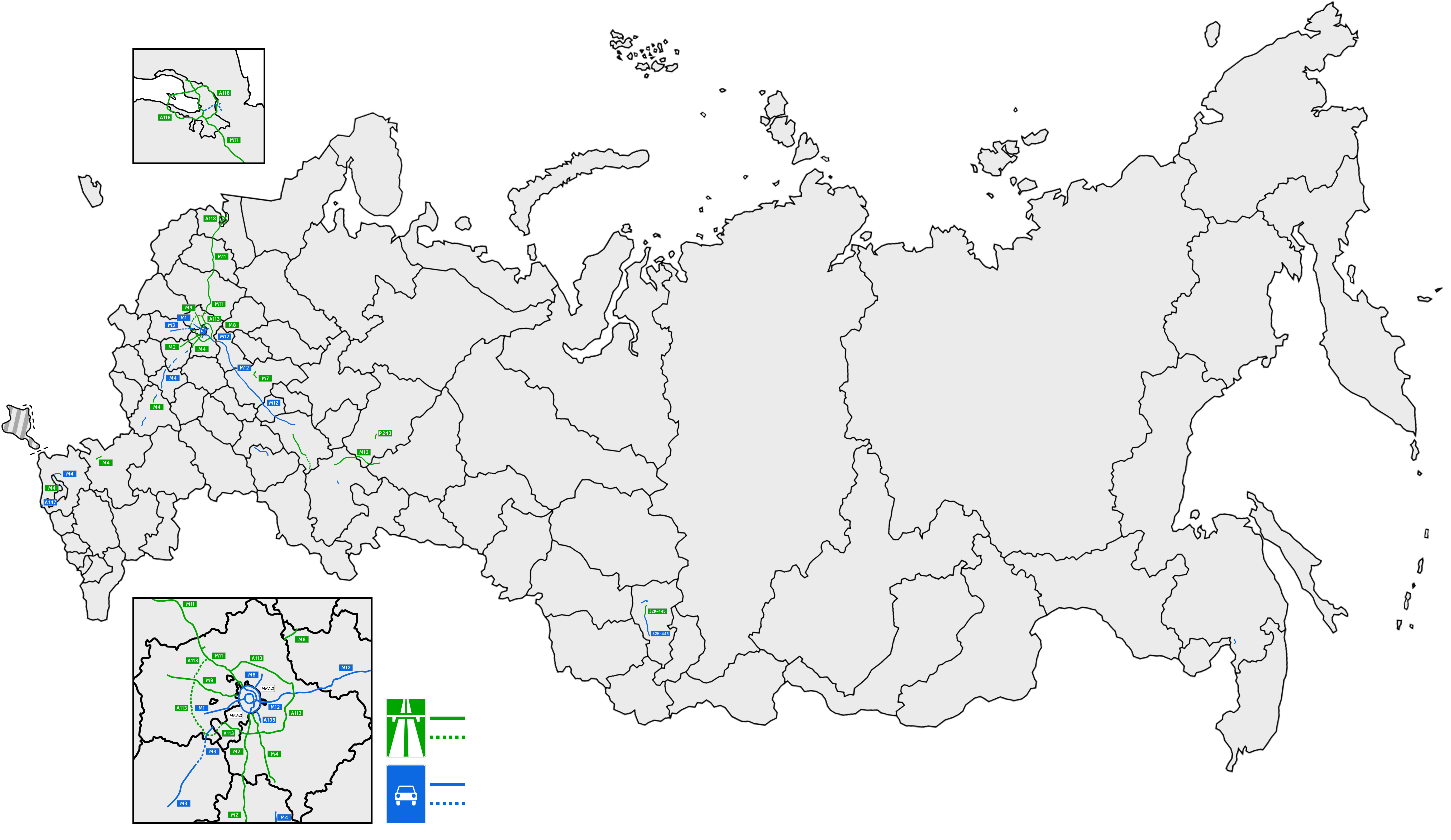
Автомагистрали в России (Июль 2025 года)

Автомагистрали в России — дороги, обозначенные дорожным знаком 5.1. На них действуют требования Правил дорожного движения, описанные в специальном разделе. Автомагистрали не должны иметь пересечений с дорогами в одном уровне, в том числе с пешеходными и велодорожками. Максимальная скорость движения по умолчанию составляет 110 километров в час, однако на ряде участков повышена до 130 километров в час. В России автомагистрали, в основном, представлены отдельными участками федеральных автодорог и не представляют собой единой связанной сети.

## Существующие автомагистрали
| Название                                               | Номер   | Участок со статусом автомагистрали                       | Длина участка |
| ------------------------------------------------------ | ------- | -------------------------------------------------------- | ------------- |
| Крым                                                   | М2      | 21—176 км (МКАД — Р132)                                  | 157 км        |
| Дон                                                    | М4      | 18—120 км (МКАД — Кашира)                                | 102 км        |
| Дон                                                    | М4      | 516—544 км (обход Новой Усмани и Рогачёвки)              | 27,5 км       |
| Дон                                                    | М4      | 1024—1038 км                                             | 13,5 км       |
| Дон                                                    | М4      | 1038—1072 км (обход Аксая)                               | 33,7 км       |
| Дон                                                    | М4      | 1362—1374 км (от границы с Адыгеей до Саратовской)       | 12 км         |
| Урал                                                   | М5      | 68—87 км (Ульянино — Непецино)                           | 20,9 км       |
| Волга                                                  | М7      | 399—444 км (обход Нижнего Новгорода до дороги на Кстово) | 45,2 км       |
| Холмогоры                                              | М8      | 94—112 км (участок на территории Владимирской области)   | 18 км         |
| Балтия                                                 | М9      | 19—114 км (МКАД — Волоколамск)                           | 95 км         |
| Нева                                                   | М11     | 15—684 км (на всём протяжении)                           | 669 км        |
| Восток                                                 | М12     | 1211—1486 км (Дюртюли — Ачит)                            | 275 км        |
| Пермь — Екатеринбург                                   | Р243    | 13—33 км (Пермь — поворот на Бершеть)                    | 20 км         |
| ЦКАД (Московская область)                              | А113    | 0—251 км (от М11 до Лисинцево)                           | 251 км        |
| Кольцевая автомобильная дорога вокруг Санкт-Петербурга | А118    | 0—142 км (на всём протяжении)                            | 142,2 км      |
| «связка» автодорог М10 и М11 (в районе Ямуги)          |         | 1—4 км                                                   | 3 км          |
| Международное шоссе (Москва)                           |         | 0—3,3 км (основной участок)                              | 3,3 км        |
| Западный скоростной диаметр (Санкт-Петербург)          |         | 0—47 км (на всём протяжении)                             | 46,6 км       |
| Кемерово — Новокузнецк                                 | 32К-445 | 6—67 км (от Р255 до Демьяновки)                          | 61 км         |
| Алексеевское—Альметьевск (Республика Татарстан)        |         | от развязки на 88 км Р239 до с.Нагорное                  | 145 км        |
| Всего                                                  | Всего   | Всего                                                    | 2140,9 км     |

## Дороги для автомобилей, а также участки трасс с ограничением скорости 100—110 км/ч, в том числе платные
| Название трассы                                            | Номер   | Участок с ограничением 110 км/ч или дорога для автомобилей                                  | Длина участка |
| ---------------------------------------------------------- | ------- | ------------------------------------------------------------------------------------------- | ------------- |
| Беларусь                                                   | М1      | 0—18 км (северный обход Одинцово, платный)                                                  | 18,5 км       |
| Беларусь                                                   | М1      | 33—66 км (платный участок в районе Кубинки), летние ограничения                             | 33 км         |
| Украина                                                    | М3      | 124—194 км (платный участок в Калужской области)                                            | 70 км         |
| Дон                                                        | М4      | 170—194 км (платный участок в Тульской области)                                             | 24 км         |
| Дон                                                        | М4      | 228—260 км (платный обход Богородицка)                                                      | 32 км         |
| Дон                                                        | М4      | 297—322 км (платный обход Ефремова)                                                         | 25 км         |
| Дон                                                        | М4      | 339—460 км (платный обход Яркина, Ельца, Задонска и Хлевного)                               | 121,5 км      |
| Дон                                                        | М4      | 493—516 км (платный обход Воронежа)                                                         | 23 км         |
| Дон                                                        | М4      | 633—715 км (платный участок обхода Лосево, Павловска и Верхнего Мамона)                     | 82 км         |
| Дон                                                        | М4      | 715—777 км (платный участок обхода Богучара)                                                | 62 км         |
| Дон                                                        | М4      | 777—933 км (платный участок в Ростовской области)                                           | 156 км        |
| Дон                                                        | М4      | 1091—1119 км (платный участок в Ростовской области)                                         | 28 км         |
| Дон                                                        | М4      | Дальний западный обход (Краснодар) 0—51 км                                                  | 51 км         |
| Урал                                                       | М5      | 28—37 км (обход Октябрьского и Островцов)                                                   | 12 км         |
| Урал                                                       | М5      | 982—1031 км (участок Тольятти — Самара)                                                     | 49 км         |
| Волга                                                      | М7      | 879—896 км (участок Казань — Набережные Челны), летние ограничения                          | 17 км         |
| Волга                                                      | М7      | 975—985 км (участок Казань — Набережные Челны), летние ограничения                          | 10 км         |
| Холмогоры                                                  | М8      | 16—35 км (МКАД — Красноармейское шоссе)                                                     | 19 км         |
| Восток                                                     | М12     | 26—836 (Москва — Казань)                                                                    | 810 км        |
| Кавказ                                                     | Р217    | 1—6 км (обход Иноземцево)                                                                   | 5 км          |
| Кавказ                                                     | Р217    | 3—15 км (обход Пятигорска)                                                                  | 12 км         |
| Кавказ                                                     | Р217    | 1—15 км (обход Нальчика)                                                                    | 14 км         |
| Кавказ                                                     | Р217    | 602—622 км (участок в Чечне)                                                                | 20 км         |
| Кавказ                                                     | Р217    | 694—697 км (участок в Чечне)                                                                | 3 км          |
| Кавказ                                                     | Р217    | 699—703 км (участок в Чечне)                                                                | 4 км          |
| Кавказ                                                     | Р217    | 1—26 км (обход Гудермеса)                                                                   | 25 км         |
| Оренбургский тракт                                         | Р239    | 14—20 км (Казань — Аэропорт), летние ограничения                                            | 6 км          |
| Пермь — Екатеринбург                                       | Р242    | 33—47 км (от Бершети до Кукуштана), летние ограничения                                      | 15 км         |
| Тюмень — Тобольск — Ханты-Мансийск                         | Р404    | 15—118 км, летние ограничения                                                               | 103 км        |
| Сортавала                                                  | А121    | 1—72 км (от А118 до Варшко), летние ограничения                                             | 71 км         |
| Приморское кольцо                                          | А217    | 9—45 км                                                                                     | 36 км         |
| Калининград — Черняховск — граница с Литвой                | А229    | 10—25 км                                                                                    | 15 км         |
| Уссури                                                     | А370    | 622—637 км                                                                                  | 15 км         |
| Уссури                                                     | А370    | 675—690 км                                                                                  | 15 км         |
| посёлок Новый — остров Русский                             | 05А-614 | 0—14 км (от А370 до моста через Амурский залив)                                             | 14 км         |
| северный обход Калининграда                                | 27А-007 | 10 км (от Берлинского моста до Советского проспекта)                                        | 15,3 км       |
| Кемерово — Новокузнецк                                     | 32К-445 | 0—6 км (южный выезд из Кемерово до Р255), 67—189 км (от Демьяновки до въезда в Новокузнецк) | 128 км        |
| северо-западный обход Кемерово                             |         | между развязками на 222 км и на 299 км Р255                                                 | 47,6 км       |
| обход Тольятти (Самарская область)                         |         | 0—98 км (на всем протяжении)                                                                | 98,4 км       |
| Восточный выезд (Уфа)                                      |         | 0—14 км (от проспекта Салавата Юлаева до трассы М5)                                         | 13,9 км       |
| обход Хабаровска                                           |         | 13—41 км                                                                                    | 27,1 км       |
| МКАД (Москва)                                              |         | 0—109 км (на всём протяжении) (дорога для автомобилей)                                      | 108,9 км      |
| Третье кольцо (Москва)                                     |         | 0—35 км (на всём протяжении) (дорога для автомобилей)                                       | 35,1 км       |
| Проспект Багратиона (Москва)                               |         | 0—10 км (на всём протяжении) (дорога для автомобилей)                                       | 10,3 км       |
| Московский скоростной диаметр (Москва)                     |         | 0—68 км (на всём протяжении) (дорога для автомобилей)                                       | 68 км         |
| Широтная магистраль скоростного движения (Санкт-Петербург) |         | 0—2,6 км (ЗСД — Витебский проспект) (дорога для автомобилей)                                | 2,6 км        |
| Всего                                                      | Всего   | Всего                                                                                       | 2571,2 км     |

## Строящиеся или проектируемые автомагистрали и скоростные дороги[источникне указан 2300 дней]
| Название автомагистрали | Длина     | Срок строительства   |
| --- | --------- | -------------------- |
| реконструкция М1 в Московской области с 66 по 84 км, с 84 по 132 км, с 132 по 160 км                                                                       | 94 км     | с 2022               |
| строительство М2 в Тульской области с 178 по 232 км | 54 км     | перспективный проект |
| строительство М2 в Тульской, Орловской, Курской и Белгородской области с 232 по 704 км                                                                     | 472 км    | перспективный проект |
| реконструкция М3 в Москве и Московской области с 19 по 51 км до параметров автомагистрали                                                                  | 32 км     | перспективный проект |
| реконструкция М3 в Московской и Калужской области с 51 по 124 км                                                                                           | 73 км     | 2024—2027            |
| реконструкция М4 на участке в Воронежской области с 464 по 493 км                                                                                          | 29 км     | перспективный проект |
| реконструкция М4 на участке от Каменска-Шахтинского до аэропорта Платов с 933 по 1024 км                                                                   | 91 км     | с 2024               |
| реконструкция М4 на участке обхода Краснодара с 1319 по 1346 км                                                                                            | 27 км     | перспективный проект |
| реконструкция М4 на участке в Краснодарском крае от Горячего Ключа до Джубги с 1386 по 1441 км                                                             | 55 км     | с 2024               |
| реконструкция М4 участок в обход Новороссийска | 40 км     | перспективный проект |
| строительство М5 в Московской области с 128 по 148 км (обход Луховиц)                                                                                      | 20 км     | перспективный проект |
| строительство М5 в Московской и Рязанской области с 148 по 190 км                                                                                          | 42 км     | перспективный проект |
| строительство М5 в Рязанской области с 190 по 220 км (в обход Рязани)                                                                                      | 26 км     | до 2028              |
| строительство М5 в Мордовии и Пензенской области (обход Зубовой Поляны и Спасска) с 411 по 487 км                                                          | 76 км     | 2019—2025            |
| строительство М5 глубокий обход Пензы | 70 км     | перспективный проект |
| реконструкция М5 в Башкирии с 1280 по 1300 км, 1375 по 1391 км, с 1494 по 1510 км                                                                          | 78 км     | 2013—2025            |
| строительство М5 в Челябинской области (обход Аши и Сима) с 1548 по 1609 км                                                                                | 61 км     | 2019—2025            |
| строительство М5 в Челябинской области (между Кропачево и Миассом)                                                                                         | 171 км    | до 2028              |
| реконструкция М5 в Ульяновской области, на подъезде к Ульяновску                                                                                           | 64 км     | с 2020               |
| реконструкция М5 в Самарской и Оренбургской области, на подъезде к Оренбургу                                                                               | 195 км    | с 2021               |
| строительство М7 (IV очередь южного обхода Нижнего Новгорода)                                                                                              | 28 км     | с 2023               |
| реконструкция М7 в Чувашии с 643 по 659 км | 16 км     | с 2023               |
| реконструкция М7 в Татарстане с 1061 по 1154 км (от Набережных Челнов до границы с Башкирией)                                                              | 108 км    | с 2021               |
| реконструкция М7 в Башкирии с 1231 по 1270 км | 39 км     | до 2024              |
| реконструкция М7 в Башкирии с 1321 по 1332 км | 11 км     | с 2024               |
| реконструкция М8 в Московской области (от Красноармейского шоссе до ЦКАД) с 35 по 47 км                                                                    | 12 км     | 2017—2028            |
| реконструкция М8 в Московской области с 47 по 63 км (с расширением до 6 полос )                                                                            | 16 км     | перспективный проект |
| реконструкция М8 в Ярославской области с 115 по 205 км | 90 км     | перспективный проект |
| строительство М12 Москва—Казань, от трассы Шали-Сорочьи Горы до трассы М7                                                                                  | 10 км     | проектируется        |
| реконструкция М12 на участке Екатеринбург-Тюмень | 130 км    | с 2017               |
| реконструкция Р22 от Каширы до Иловли | 780 км    | перспективный проект |
| строительство Р22 (обход Волгограда) | 75 км     | 2020—2024            |
| реконструкция Р22 в Астраханской области | 104 км    | с 2022               |
| строительство Р22 (северный обход Астрахани) | 12 км     | 2024—2028            |
| реконструкция Р23 с 54 по 80 км | 26 км     | с 2022               |
| строительство Р132 (восточный обход Иваново) | 43 км     | перспективный проект |
| строительство Р132 (объездной дороги вокруг Костромы) | 32 км     | перспективный проект |
| строительство Р158 на участке Нижний Новгород-Арзамас на участке 40-97                                                                                     | 60 км     | с 2023               |
| реконструкция Р228 в Саратовской области | 110 км    | с 2021               |
| реконструкция Р229 в Саратовской области (в т.ч достройка обхода Пугачева)                                                                                 | 160 км    | перспективный проект |
| реконструкция Р239 с 22 по 43 километр с обходом Сокур | 21 км     | 2023—2026            |
| строительство Р239 в обход Оренбурга | 9 км      | с 2023               |
| реконструкция Р242 в Пермском крае с 58 по 117 км | 42 км     | 2024—2027            |
| реконструкция Р254 в Новосибирской области с 1422 по 1442 км                                                                                               | 20 км     | с 2022               |
| строительство Р255 (обход Ачинска) | 39 км     | перспективный проект |
| строительство Р255 (обход Нижнего Ингаша) | 28 км     | перспективный проект |
| реконструкция Р256 в Новосибирской области и Алтайском крае                                                                                                | 137 км    | с 2022               |
| реконструкция Р402 от Тюмени до Ялуторовска с 89 по 103 км                                                                                                 | 14 км     | с 2024               |
| реконструкция Р402 в Омской области | 53 км     | с 2024               |
| реконструкция Р404 от Тюмени до Тобольска с 154 по 238 км                                                                                                  | 84 км     | с 2020               |
| строительство А113 (ЦКАД; 2ая очередь) | 225 км    | с 2028               |
| строительство А121 в обход Приозерска | 16 км     | с 2023               |
| реконструкция А181 с 122 по 203 км | 81 км     | 2021-2030            |
| строительство А217 (Приморского кольца) с северным, южным и западным обходом Калининграда                                                                  | 134 км    | с 2008               |
| реконструкция А229 в обход Талпак и Черняховска | 50 км     | перспективный проект |
| строительство Р217 в обход Владикавказа | 15 км     | 2020—2026            |
| реконструкция Р217 718—739 км, обход Хасавюрта | 21 км     | с 2024               |
| реконструкция А290 от Новороссийска до Анапы 16-47 км | 76 км     | с 2016               |
| строительство трассы Западная Европа — Западный Китай на участке Санкт-Петербург-Вологда-Йошкар-Ола-Казань                                                 | ??        | перспективный проект |
| строительство трассы Западная Европа — Западный Китай в Татарстане, Башкирии и Оренбургской области (Альметьевск—Бавлы—Белебей—Кумертау—Оренбург—Сагарчин) | 555 км    | с 2013               |
| строительство трассы Краснодар—хутор Белый—А290 (на Крымский мост)                                                                                         | 119 км    | с 2020               |
| строительство трассы «Меридиан» в Смоленской, Брянской, Орловской, Липецкой, Тамбовской, Саратовской, Самарской и Оренбургской областях                    | 1982 км   | перспективный проект |
| реконструкция А370 36-59 км | 23 км     | перспективный проект |
| реконструкция А370 527-615 км | 88        | перспективный проект |
| реконструкция А370 639—664 км, обход Уссурийска | 25 км     | с 2024               |
| реконструкция А370 703—730 км | 18 км     | 2026—2028            |
| строительство восточного обхода Новосибирска | 80 км     | 2013—2025            |
| строительство глубокого обхода Санкт-Петербурга (КАД-2), Ленинградская область, от А180 до А181                                                            | 200 км    | перспективный проект |
| строительство ШМСД (ВСД) в Санкт-Петербурге и Ленинградской области                                                                                        | 27 км     | с 2021               |
| строительство хорды от Екатеринбурга до Краснодара | ??        | перспективный проект |
| строительство скоростной трассы на базе Золотого кольца Р132                                                                                               | ??        | перспективный проект |
| строительство северо-восточного обхода Омска | 54 км     | перспективный проект |
| строительство второй кольцевой дороги Тюмени (1 этап) | 20 км     | с 2024               |
| строительство обхода Барнаула | 68 км     | перспективный проект |
| строительство северного обхода Перми | 55 км     | перспективный проект |
| строительство западного обхода Кирова | 21 км     | перспективный проект |
| строительство южного обхода Кирова | 102 км    | до 2028              |
| строительство восточного обхода Ижевска | 65 км     | с 2024               |
| строительство южного обхода Саратова и Энгельса с мостом через Волгу                                                                                       | 44 км     | с 2024               |
| строительство обхода Чердаклов на трассе Р241 | 8 км      | перспективный проект |
| строительство обхода Димитровграда на трассе Р241 | 36 км     | перспективный проект |
| строительство автомагистрали Центральная (Самарская область, областная часть)                                                                              | 13 км     | с 2022               |
| строительство скоростной дороги и второго моста через Обь в Сургуте                                                                                        | 45 км     | с 2021               |
| строительство обхода Орехово-Зуево на трассе А108 | 19 км     | с 2012 (заброшено!)  |
| строительство скоростной трассы Тула-Новомосковск | 33 км     | с 1988 (заброшено!)  |
| строительство западного обхода Орла | 15 км     | 2025-2028            |
| строительство подъезда к аэропорту Домодедово от М4 | 6 км      | 2024-2027            |
| строительство дублера Пятницкого шоссе | ??        | перспективный проект |
| строительство дублера Дмитровского шоссе | ??        | перспективный проект |
| строительство дублера Егорьевского шоссе (до ЦКАД) | ??        | перспективный проект |
| строительство дублера Щелковского шоссе от МКАД до Щелково                                                                                                 | 15 км     | перспективный проект |
| строительство обхода Ярославля на трассе М8 | ??        | перспективный проект |
| строительство трассы Владивосток-Находка-Порт Восточный | 128 км    | с 2012               |
| строительство трассы Горячий Ключ-Джубга-Сочи | 152 км    | с 2025               |
| строительство трассы Краснодар-Абинск-Кабардинка | ??        | перспективный проект |
| строительство трассы Кисловодск-Сочи | ??        | перспективный проект |
| строительство А260 в обход Нового Рогачика | 16 км     | с 2022               |
| строительство восточного обхода Грозного | 19 км     | до 2028              |
| строительство Р217 в обход Махачкалы | 14 км     | до 2028              |
| строительство юго-восточного обхода Симферополя | 27 км     | с 2020               |
| строительство автомобильной дороги Солнцево-Бутово-Видное-Молоково-Андреевское-Лыткарино-Томилино-Красково-Железнодорожный                                 | 45 км     | с 2021               |
| Всего | ~15000 км |                      |